# Confederations Cup 1997
Confederations Cup 1997 var den 3. udgave af fodboldturneringen Confederations Cup, og blev afholdt i Saudi-Arabien fra 12. til 21. december 1997. Turneringen var den første til at blive arrangeret af FIFA, og også den første til at bære navnet Confederations Cup på tidspunktet for afholdelsen. De to første udgaver, i 1992 og 1995, var oprindeligt kendt som Kong Fahd Cup, men er senere blevet regnet som de to første udgaver af Confederations Cup.
Turneringen havde deltagelse af otte lande, to flere end i 1995, og blev samtidig den første udgave af turneringen til at have deltagende hold fra alle FIFA's konfederationer. Den blev vundet af Brasilien, som i finalen besejrede Australien med hele 6-0.

## Deltagende lande
| Hold                       | Fodboldforbund | Kvalificeret som                              | Antal deltagelser |
| -------------------------- | -------------- | --------------------------------------------- | ----------------- |
| Saudi-Arabien              | AFC            | Arrangører og vindere af AFC Asian Cup i 1996 | 3. deltagelse     |
| Brasilien                  | CONMEBOL       | Vinder af VM 1994                             | 1. deltagelse     |
| Mexico                     | CONCACAF       | Vinder af CONCACAF Gold Cup 1996              | 2. deltagelse     |
| Sydafrika                  | CAF            | Vinder af African Nations Cup 1996            | 1. deltagelse     |
| Tjekkiet                   | UEFA           | Nr. 2 ved EM 1996                             | 1. deltagelse     |
| Uruguay                    | CONMEBOL       | Vinder af Copa América 1995                   | 1. deltagelse     |
| Forenede Arabiske Emirater | AFC            | Nr. 2 ved AFC Asian Cup 1996                  | 1. deltagelse     |
| Australien                 | OFC            | Vinder af OFC Nations Cup 1996                | 1. deltagelse     |

## Spillested
Samtlige turneringens 16 kampe blev afviklet på Kong Fahd Stadion i hovedstaden Riyadh, der er opkaldt efter landets daværende Kong Fahd.

## Turneringen

### Turneringsform
Turneringen var den første udgave af Confederations Cup til at indeholde otte deltagende lande. Holdene blev fordelt i to puljer med fire hold i hver, hvoraf de to øverst placerede i hver avancerede til semifinalerne. De to semifinalevindere mødtes i finalen, mens de to tabere spillede kampen om tredjepladsen.

### Gruppe A
| Dato         | Kamp                       | Res. | Sted   |
| ------------ | -------------------------- | ---- | ------ |
| 12. december | Saudi-Arabien – Brasilien  | 0-3  | Riyadh |
| 12. december | Mexico – Australien        | 1-3  | Riyadh |
| 14. december | Saudi-Arabien – Mexico     | 0-5  | Riyadh |
| 14. december | Australien – Brasilien     | 0-0  | Riyadh |
| 16. december | Saudi-Arabien – Australien | 1-0  | Riyadh |
| 16. december | Brasilien – Mexico         | 3-2  | Riyadh |

| Stilling      | Kampe | Mål | Point |
| ------------- | ----- | --- | ----- |
| Brasilien     | 3     | 6-2 | 7     |
| Australien    | 3     | 3-2 | 4     |
| Mexico        | 3     | 8-6 | 3     |
| Saudi-Arabien | 3     | 1-8 | 3     |

### Gruppe B
| Dato         | Kamp                 | Res. | Sted   |
| ------------ | -------------------- | ---- | ------ |
| 13. december | F.A.E. - Uruguay     | 0-2  | Riyadh |
| 13. december | Sydafrika – Tjekkiet | 2-2  | Riyadh |
| 15. december | F.A.E. – Sydafrika   | 1-0  | Riyadh |
| 15. december | Tjekkiet – Uruguay   | 1-2  | Riyadh |
| 17. december | F.A.E. – Tjekkiet    | 1-6  | Riyadh |
| 17. december | Uruguay – Sydafrika  | 4-3  | Riyadh |

| Stilling  | Kampe | Mål | Point |
| --------- | ----- | --- | ----- |
| Uruguay   | 3     | 8-4 | 9     |
| Tjekkiet  | 3     | 9-5 | 4     |
| F.A.E.    | 3     | 2-8 | 3     |
| Sydafrika | 3     | 5-7 | 1     |

### Semifinaler
| Dato         | Kamp                 | Res.        | Sted   |
| ------------ | -------------------- | ----------- | ------ |
| 19. december | Brasilien – Tjekkiet | 2-0         | Riyadh |
| 19. december | Uruguay – Australien | 0-1 (e.fs.) | Riyadh |

### Bronzekamp
| Dato         | Kamp               | Res. | Sted   |
| ------------ | ------------------ | ---- | ------ |
| 21. december | Tjekkiet – Uruguay | 1-0  | Riyadh |

### Finale
| Dato         | Kamp                   | Res. | Sted   |
| ------------ | ---------------------- | ---- | ------ |
| 21. december | Brasilien – Australien | 6-0  | Riyadh |

## Målscorer
7 mål
- Romário

5 mål
- Vladimír Šmicer

4 mål
- Ronaldo